# Saint-Majorique-de-Grantham
Saint-Majorique-de-Grantham es un municipio parroquial canadiense situado en la provincia de Quebec.

## Superficie
Saint-Majorique-de-Grantham tiene una superficie de 57,5 km².

## Demografía
En 2021, tenía 1384 habitantes, una densidad poblacional de 24,1 hab./km², y 536 viviendas.